# Hypoplexia externa
Hypoplexia externa là một loài bướm đêm trong họ Noctuidae.